# Sweep picking
Sweep picking is een gitaarspeltechniek waarbij noten op meerdere opeenvolgende snaren in een enkele (opgaande of neergaande) beweging na elkaar aangeslagen worden. Het grote verschil met het spelen van een arpeggio is dat bij het aanslaan van een noot de vorige noot niet doorklinkt. Sweep picking vergt een gecontroleerde samenwerking van beide handen om het fretten van de noot en het aanslaan van de snaar synchroon te laten verlopen. Sweep picking wordt door veel gitaristen gebruikt om arpeggio's op zeer hoge snelheden te spelen.

## Geschiedenis
Sweep picking werd in de jaren vijftig door jazz-gitaristen zoals Les Paul, Barney Kessel, Tal Farlow en country-gitarist Chet Atkins gebruikt. Later, binnen de rockmuziek, maakte ook Deep Purple-gitarist Ritchie Blackmore er gebruik van. Jazzfusion-gitarist Frank Gambale wordt gezien als de meest innovatieve en veelzijdige sweep picker.
In de jaren 80 werd sweep picking bekend door het gebruik van shred-gitaristen zoals Yngwie Malmsteen, Tony MacAlpine, Jason Becker en Marty Friedman.